# 앤디 아이겐만
앤디 아이겐만(Andi Eigenmann, 1990년 6월 25일 ~ )은 필리핀의 배우, 모델이다.